# O Jogo da Imitação
The Imitation Game (bra/prt: O Jogo da Imitação) é um filme britano-estadunidense de 2014, dos gêneros suspense e drama histórico-biográfico, dirigido por  Morten Tyldum, com roteiro de Graham Moore baseado no livro biográfico Alan Turing: The Enigma, de Andrew Hodges, por sua vez inspirado na vida do criptoanalista britânico Alan Turing.
Depois de uma licitação disputada por seis estúdios, os direitos de distribuição de O Jogo da Imitação foram adquiridos pela The Weinstein Company por 7 milhões de dólares em fevereiro de 2014, o valor mais alto já pago por direitos de distribuição dos Estados Unidos na Europeu Film Market. O longa teve sua estreia mundial no 41.º Telluride Film Festival, em agosto de 2014. Foi lançado na 39.ª edição do Toronto International Film Festival, em setembro, onde ganhou o "Prêmio Escolha Popular de Melhor Filme", o maior prêmio do festival.

## Prêmios e indicações
| Prêmio             | Categoria                 | Recipiente           | Resultado |
| ------------------ | ------------------------- | -------------------- | --------- |
| Oscar 2015         | Melhor roteiro adaptado   | Graham Moore         | Venceu    |
| Oscar 2015         | Melhor filme              |                      | Indicado  |
| Oscar 2015         | Melhor direção            | Morten Tyldum        | Indicado  |
| Oscar 2015         | Melhor ator               | Benedict Cumberbatch | Indicado  |
| Oscar 2015         | Melhor atriz coadjuvante  | Keira Knightley      | Indicado  |
| Oscar 2015         | Melhor edição             |                      | Indicado  |
| Oscar 2015         | Melhor design de produção |                      | Indicado  |
| Oscar 2015         | Melhor trilha sonora      | Alexandre Desplat    | Indicado  |
| Globo de Ouro 2015 | Melhor ator - drama       | Benedict Cumberbatch | Indicado  |
| Globo de Ouro 2015 | Melhor filme - drama      |                      | Indicado  |
| Globo de Ouro 2015 | Melhor ator coadjuvante   | Keira Knightley      | Indicado  |
| Globo de Ouro 2015 | Melhor roteiro            | Graham Moore         | Indicado  |
| Globo de Ouro 2015 | Melhor trilha sonora      | Alexandre Desplat    | Indicado  |

## Elenco
- Benedict Cumberbatch...Alan Turing
- Keira Knightley...Joan Clarke[13]
- Matthew Goode...Hugh Alexander[14]
- Mark Strong...Gen. Stewart Menzies[15]
- Charles Dance...Alastair Denniston
- Allen Leech...John Cairncross[16]
- Matthew Beard...Peter Hilton[17]
- Rory Kinnear...Detetive Nock[18]
- Alex Lawther...Jovem Turing
- Jack Bannon...Christopher Morcom
- Victoria Wicks...Dorothy Clarke
- David Charkham...William Kemp Lowther Clarke
- Tuppence Middleton...Helen
- James Northcote...Jack Good
- Steven Waddington... Smith

## Sinopse
Governo do Reino Unido arregimenta, durante a Segunda Guerra Mundial, uma turma de cientistas para decifrar o código Enigma, usado pelos oficiais alemães para enviar mensagens aos submarinos. Entre os cientistas está o matemático Alan Turing, que não consegue se relacionar com os colegas, porém em pouco tempo está liderando a turma na construção de uma uma máquina que analise todas as variações do Enigma a tempo de os britânicos se anteciparem.

## Produção
Antes de Cumberbatch aderir ao projeto, a Warner Bros comprou os direitos do filme por supostos sete dígitos, valor justificado pois Leonardo DiCaprio teria demonstrado interesse em interpretar Alan Turing. No final, DiCaprio não veio a se juntar ao projeto e os direitos do roteiro foram revertidos para o roteirista e em seguida foram adquiridos pela Black Bear Pictures. Vários diretores foram considerados durante o desenvolvimento, incluindo Ron Howard e David Yates. Em dezembro de 2012, foi anunciado que o norueguês Morten Tyldum iria dirigir o longa, sendo sua estreia na direção de um filme em língua inglesa.
A The Weinstein Company adquiriu o filme por 7 milhões de dólares em fevereiro de 2014, o valor mais alto já pago por direitos de distribuição dos Estados Unidos no European Film Markethttps:. O filme também faz parte do Tribeca Film Festival's Sloan Filmmaker, que concede à cineastas financiamento e orientação com relação a filmes inovadores que estão preocupados com a ciência, matemática e tecnologia.
O título do filme refere-se ao teste proposto por Turing com o mesmo nome, que ele discutiu com seu papel na inteligência artificial em 1950, intitulado "Computing Machinery and Intelligence". O documento abre-se:. "Eu proponho considerar a questão: máquinas podem pensar? 'Isso deve começar com definições do significado dos termos 'máquina' e 'pensar' ".

## Precisão histórica
O diretor Morten Tyldum e o roteirista Graham Moore defenderam que O Jogo da Imitação não buscava ser um relato preciso da história de Turing e a quebra do Enigma, apenas ser uma versão que retratasse a história de forma emocionante e cinematográfica. Assim, o filme torna Turing um sujeito solitário, difícil de conviver e questionado pelos superiores, quando o matemático era comprovadamente sociável, respeitado em Bletchley Park e parte de um esforço coletivo de criptografia. Há a omissão da contribuição polonesa na decodificação do Enigma, a inserção de personagens que não há provas de que tenham convivido com Turing, e alteração de certos eventos, com a prisão de Turing ocorrendo um ano antes da vida real, tendo um viés de espionagem inexistente e a criação de dois detetives fictícios para a investigação.